# Ledu
Ledu (en chino, 乐都区; pinyin, Lèdū qū; literalmente, ‘capital feliz’, léase Jua-Long) es un distrito urbano bajo la administración directa de la Prefectura Haidong en la Provincia de Qinghai, República Popular China.  Su área es de 2480 km² y su población total para 2010 superó los 260 mil habitantes.

## Administración
Desde julio de 2020, el  Distrito Ledu se divide en 19 pueblos que se administran en 7 poblados, 9  villas y 3 villas étnicas. 